# Дар, Танвир
Танвир Ахмад Дар (урду تنویر ڈار‎, англ. Tanvir Ahmad Dar, 4 июня 1947, Амритсар, Британская Индия — 12 февраля 1998, Лахор, Пакистан) — пакистанский хоккеист (хоккей на траве), защитник. Олимпийский чемпион 1968 года. Чемпион мира 1971 года.

## Биография
Танвир Дар родился 4 июня 1947 года в индийском городе Амритсар.
В 1968 году вошёл в состав сборной Пакистана по хоккею на траве на Олимпийских играх в Мехико и завоевал золотую медаль. Играл на позиции защитника, провёл 8 матчей, забил 6 мячей (по два в ворота сборных Нидерландов и Аргентины, по одному — Великобритании и Кении).
В 1970 году в составе сборной Пакистана завоевал золотую медаль хоккейного турнира летних Азиатских игр в Бангкоке.
В 1971 году в составе сборной Пакистана завоевал золотую медаль на первом чемпионате мира в Барселоне.
В том же году получил от президента Пакистана награду Pride of Perfomance.
Был классным исполнителем штрафных угловых ударов.
В 1966—1973 годах провёл за сборную Пакистана 80 матчей, забил 43 мяча.
После окончания игровой карьеры работал на таможне в Карачи.
Вместе с братом Муниром Даром основал в Пакистане хоккейную академию в Лахоре, которую позже назвали его именем.
Умер 12 февраля 1998 года в пакистанском городе Лахор после пребывания в коме.

## Семья
Старший брат Танвира Дара Мунир Дар (1935—2011) также играл за сборную Пакистана по хоккею на траве, в 1960 году завоевал золото летних Олимпийских игр в Риме, в 1956 и 1964 годах — серебро летних Олимпийских игр в Мельбурне и Токио.
Племянник Таукир Дар (род. 1964) выступал за сборную Пакистана по хоккею на траве, стал чемпионом летних Олимпийских игр 1984 года.